# RWB 330

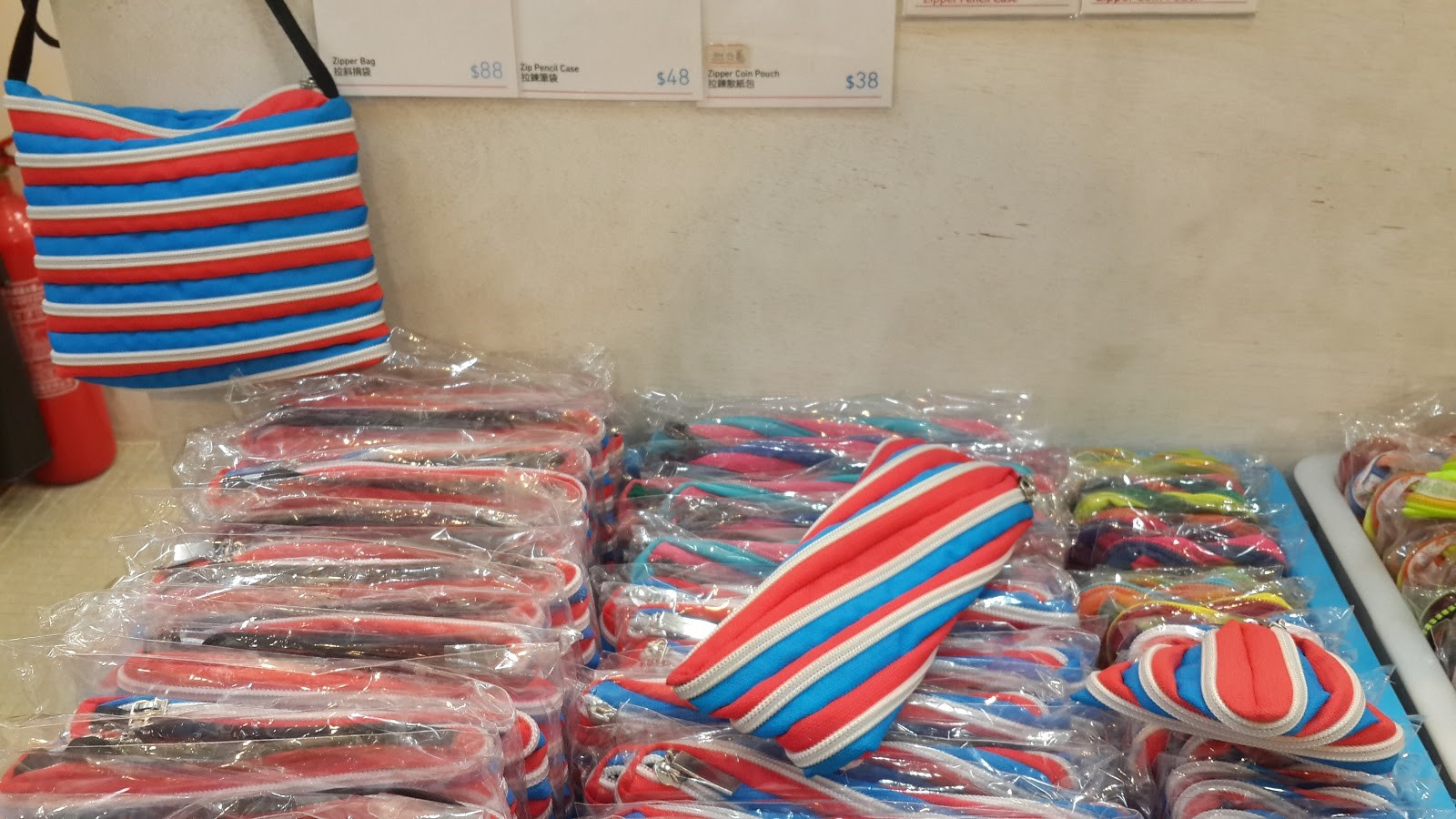
Товары в цветовой гамме RWB 330

RWB 330 — гонконгская компания (и одноимённый бренд) в сфере социального предпринимательства, которая объединяет восстановление психического здоровья с креативным бизнесом. Возникла как совместный проект дизайнера Стенли Вона и Ассоциации психиатрического восстановления «Новая жизнь» по продвижению товаров, созданных в духе «Позитивного Гонконга».
RWB (red-white-blue) расшифровывается как «красный-белый-синий», что символизирует традиционные большие полиэтиленовые сумки, популярные в Гонконге в 1960 — 1980-х годах (шутливо известны как «Burberry Гонконга»). «330» фонетически похоже по произношению на «тело, ум и дух» на кантонском диалекте (身、心、靈). Вместе это сочетание символизирует силу духа, адаптацию к новым условиям и трудолюбие жителей Гонконга, которые способствовали быстрому экономическому росту своего города. В сотрудничестве с Ассоциацией психиатрического восстановления «Новая жизнь» компания RWB 330 продаёт товары, созданные с использованием красно-бело-синих полиэтиленовых или полипропиленовых материалов, а также других материалов в этой цветовой гамме (сумки, рюкзаки, кошельки, чехлы для ноутбуков, футболки, термосы, люстры и глиняную посуду). Эти товары своими руками изготавливают пациенты, больные психическими заболеваниями или идущие на поправку, что помогает им интегрироваться в общество и избежать рецидивов болезни.

## История
В 2000 году дизайнер Стенли Вон Пинпхуй придумал и начал внедрять красно-бело-синюю цветовую гамму для продвижения позитивного образа Гонконга. В 2005 году он представил красно-бело-синюю серию на 51-м Венецианском биеннале (в 2011 году свои серии в этих цветах выпустили Louis Vuitton и Porter). В 2006 году начался выпуск серии товаров, произведённых людьми, которые прошли курс лечения в Ассоциации психиатрического восстановления «Новая жизнь». В октябре 2011 года городские власти объявили конкурс для неправительственных организаций на право использовать магазин по улице Принс-Эдвард-роуд. RWB 330 и «Новая жизнь» обошли девять других предложений и получили право управлять магазином. Кроме того, RWB 330 стало первым социальным предприятием, сотрудничающим с Организацией городского возрождения.

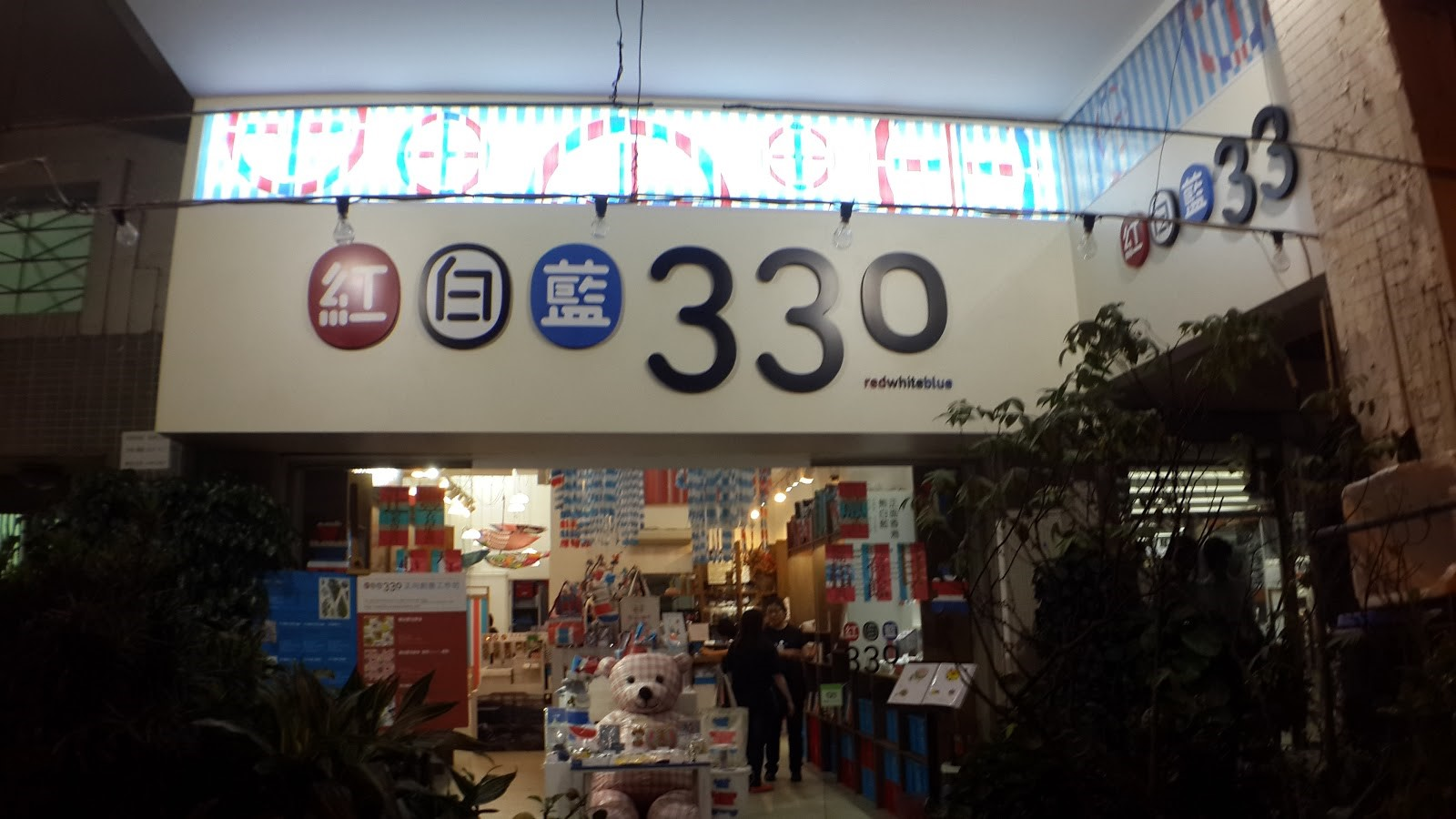
Первый магазин RWB 330

В мае 2012 года первый концептуальный магазин RWB 330 открылся в Гонконге. В том же 2012 году RWB 330 получила бронзовую медаль HKDC Design for Asia Award за креативность.
Позже в больнице Принца Уэльского и Китайском университете Гонконга были открыты Café 330, продвигающие здоровое питание.
Со временем партнёрами RWB 330 стали студенты Гонконгского института дизайна (они совместно с посетителями реабилитационного центра Армии спасения проектируют и производят изделия из текстильных отходов), дизайнер аксессуаров Prudence Mak, художник Стив Юнь, гончар-аутист Ло Ипнан, музыкальная группа C AllStar. Они или продают свои изделия в магазине RWB 330, или выступают в роли «послов», которые продвигают информацию о RWB 330 в обществе. Некоторые товары, произведённые членами RWB 330 (например, упакованный димсам), в своих меню предлагает гонконгская авиакомпания Cathay Pacific, другие товары продаёт местный ретейлер Goods of Desire (G.O.D.).
Кроме того, RWB 330 проводит различные творческие семинары, направляя плату за обучение на нужды проекта (производство мыла и шампуня в домашних условиях, оформление места воздушными шарами, озеленение территории, икебана).